# پرتره کارل پنجم به همراه سگ
پرتره کارل پنجم به همراه سگ نقاشی رنگ روغن اثر تیسین نقاش اهل ایتالیا است. این نگاره در سال ۱۵۳۳ میلادی کشیده شده است. نقاشی پرتره کارل پنجم به همراه سگ در موزه دل پرادو واقع در مادرید نگهداری می‌شود. این نقاشی؛ پرتره کارل پنجم، امپراتوری مقدس روم را به همراه یک سگ شکاری نشان می‌دهد.